# Droga wojewódzka nr 752
Droga wojewódzka nr 752 – droga wojewódzka z Górna do Rzepina Pierwszego o długości 27 km. Droga przebiega przez teren powiatów kieleckiego i starachowickiego w województwie świętokrzyskim.

## Miejscowości leżące przy trasie DW752
- Górno
- Krajno
- Święta Katarzyna
- Podgórze
- Bodzentyn
- Tarczek
- Świętomarz
- Szerzawy
- Jadowniki
- Rzepin-Kolonia
- Rzepin Pierwszy